# Arrondissement de Segré
 (juillet 2011).
Si vous disposez d'ouvrages ou d'articles de référence ou si vous connaissez des sites web de qualité traitant du thème abordé ici, merci de compléter l'article en donnant les références utiles à sa vérifiabilité et en les liant à la section « Notes et références ».
L'arrondissement de Segré est une division administrative française située dans le département de Maine-et-Loire et la région Pays de la Loire.

## Composition
La commune de Freigné a été détachée de l'arrondissement pour être intégrée dans celui de Châtaubriant-Ancenis par décret du 26 décembre 2017 appliqué au 1er janvier 2018.

### Cantons
- canton de Segré-en-Anjou Bleu
- canton de Tiercé

### Découpage communal depuis 2015
Depuis 2015, le nombre de communes des arrondissements varie chaque année soit du fait du redécoupage cantonal de 2014 qui a conduit à l'ajustement de périmètres de certains arrondissements, soit à la suite de la création de communes nouvelles. Le nombre de communes de l'arrondissement de Segré est ainsi de 61 en 2015, 54 en 2016, 29 en 2017, 28 en 2018 et 27 en 2019.
Le 1er janvier 2024, la commune de Saint-Sigismond fusionne avec Ingrandes-Le Fresne sur Loire et devient une commune déléguée d'Ingrandes-le-Fresne-sur-Loire à la suite de l'arrêté préfectoral no 2023-113 du 16 novembre 2023. Le territoire de Saint-Sigismond est transféré à l'arrondissement d'Angers, réduisant le nombre de communes de 27 à 26.
Au 1er janvier 2024, l'arrondissement groupe les 26 communes suivantes :
1. Angrie
2. Armaillé
3. Bécon-les-Granits
4. Bouillé-Ménard
5. Bourg-l'Évêque
6. Candé
7. Carbay
8. Challain-la-Potherie
9. Chambellay
10. Chazé-sur-Argos
11. Chenillé-Champteussé
12. Erdre-en-Anjou
13. Grez-Neuville
14. Les Hauts-d'Anjou
15. La Jaille-Yvon
16. Juvardeil
17. Le Lion-d'Angers
18. Loiré
19. Miré
20. Montreuil-sur-Maine
21. Ombrée d'Anjou
22. Saint-Augustin-des-Bois
23. Sceaux-d'Anjou
24. Segré-en-Anjou Bleu
25. Thorigné-d'Anjou
26. Val d'Erdre-Auxence

## Démographie
En 2022, l'arrondissement comptait 70 995 habitants.
| 1968   | 1975   | 1982   | 1990   | 1999   | 2006   | 2011   | 2016   | 2021   |
| ------ | ------ | ------ | ------ | ------ | ------ | ------ | ------ | ------ |
| 52 231 | 51 280 | 52 733 | 51 980 | 52 336 | 57 672 | 61 757 | 70 805 | 71 311 |

| 2022   | - | - | - | - | - | - | - | - |
| ------ | - | - | - | - | - | - | - | - |
| 70 995 | - | - | - | - | - | - | - | - |

## Géographie
La sous-préfecture de Segré, distante de 36 km de la préfecture et dont la commune la plus éloignée de la ville chef-lieu Angers se situe à 60 km, comporte 13 agents.[pas clair]

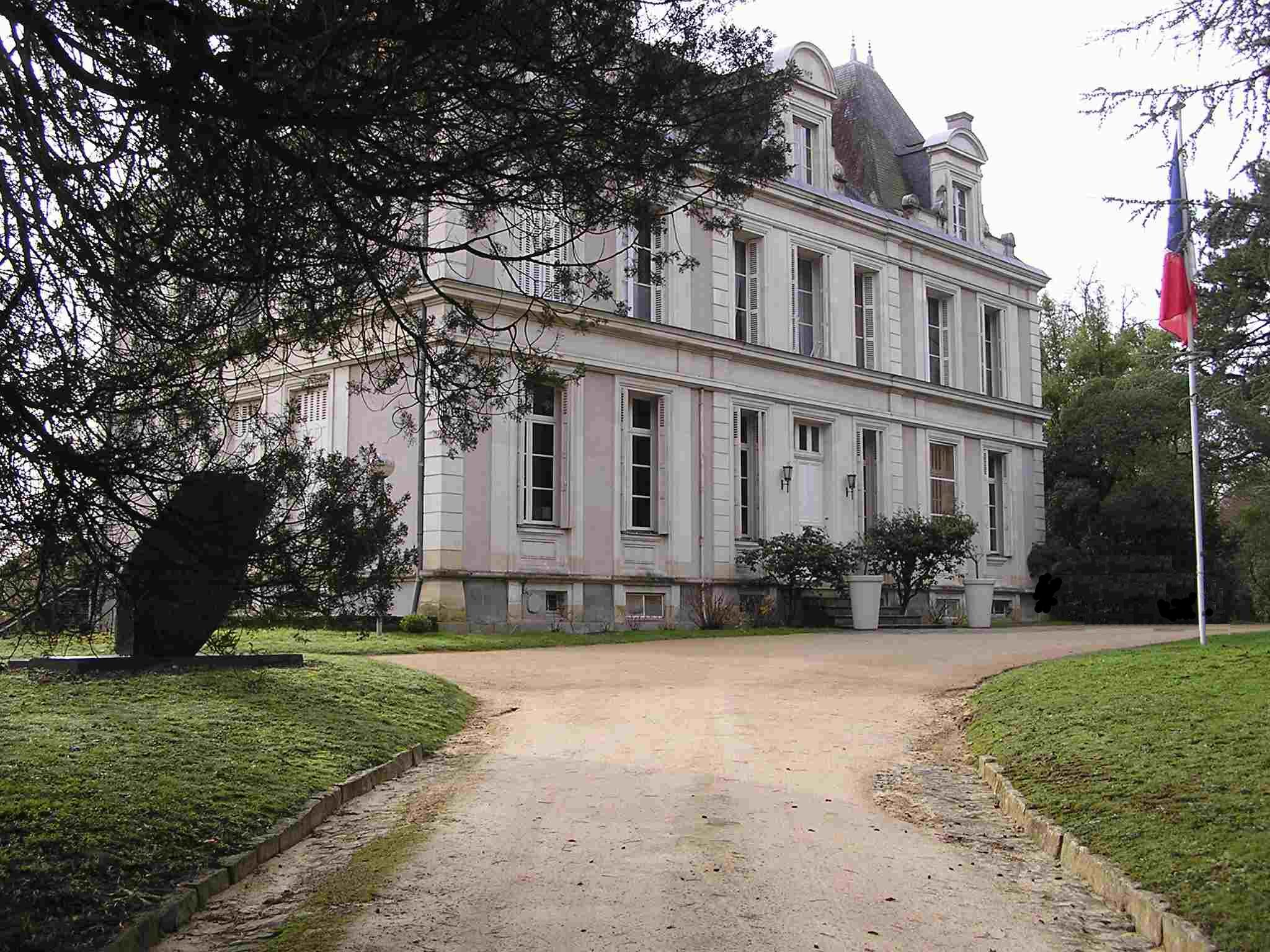
Sous-préfecture vue depuis le jardin

Accompagnant le développement de l’arrondissement de Segré, l'État a versé en 2005 aux communes près de 790 000 euros au titre de la dotation globale d'équipement[réf. nécessaire], venue financer 15 projets, somme à laquelle il faut ajouter 703 000 euros[réf. nécessaire] au titre de la dotation de développement rural principalement au profit de projets de construction d'ateliers-relais. À ces sommes s'ajoute naturellement les subventions de fonctionnement qui se sont élevées en 2005 à plus de 14 700 000 euros[réf. nécessaire] et qui représentent pour beaucoup des communes de l'arrondissement des apportsimportants pouvant parfois représenter le quart de leur budget de fonctionnement. 
En 2006, ce sont plus de 502 000 euros[réf. nécessaire] ont subventionné dans l'arrondissement les investissements des communes et de leurs groupements, avec une priorité forte accordée aux projets scolaires (394 000 euros). En 2008, l'aide de l'État aux collectivités du Segréen a représenté 750 000 euros, un record[réf. nécessaire]. La priorité est restée aux bâtiments communaux (mairies et écoles).

## Administration
L'arrondissement de Segré créé le 17 février 1800 est formé de cinq cantons et 61 communes regroupant aujourd'hui une population de l’ordre de 60 000 habitants.
L'arrondissement comporte par ailleurs cinq communautés de communes qui couvrent l’ensemble de son territoire et qui correspondent, à quelques exceptions près à ses cinq cantons. En effet, les communes de Chenillé-Changé, Champteussé-sur-Baconne, Thorigné-d'Anjou et Sceaux-d'Anjou font partie du canton de Châteauneuf-sur-Sarthe mais de la communauté de communes de la région du Lion-d'Angers. La commune de La Pouëze est pour sa part rattachée à l'arrondissement de Segré et au canton du Lion-d'Angers, mais a adhéré à la communauté de communes Ouest-Anjou qui n’est pas située dans l’arrondissement.
L'arrondissement comprend également le Syndicat du Pays du Haut-Anjou Segréen ainsi que 15 syndicats à vocation unique et 3 syndicats mixtes. Comme le prévoit la loi, toutes les communautés de communes ont défini leur intérêt communautaire, c’est-à-dire défini leur champ de compétences. Globalement, les communautés exercent correctement ces compétences, ce qui témoigne de la réalité de l'intercommunalité dans l'arrondissement et de la force des habitudes de travailler ensemble dans le Segréen qui ont été prises depuis au moins une trentaine d’années.

### Liste des sous-préfets
Depuis 1800, 61 sous-préfets se succèdent à Segré.
- 1er, 1800-1815 : Michel Pierre Jarry de Montpelleray (maire de Segré);
- 2e, 2 août 1815 - 19 juin 1819 : Gabriel de Grignon ;
- 3e, 19 juin 1819 - 6 septembre 1820 : Michel Chevallier ;
- 4e, 6 septembre 1820 - 22 octobre 1820 : Gabriel de Grignon, mort en fonction ;
- 5e, 6 décembre 1820 - 7 mars 1822 : Charles Barbier de Préville ;
- 6e, 7 mars 1822 - 11 septembre 1822 : Hyacinthe de Quatrebarbes ;
- 7e, 8 janvier 1823 - 20 mars 1828 : François Bonabes du Dresnay ;
- 8e, 20 mars 1828 - 2 août 1830 : Adolphe Arthuys ;
- 9e, 3 août 1830 - 30 mars 1842 : Antoine Chollet ;
- 10e, 30 mars 1842 - 3 juin 1843 : Audoin de Chantérac ;
- 11e, 3/10 juin 1843 - 7 mars 1846 : Maurice Daligny ;
- 12e, 7 mars 1846 - 9 août 1848 : Henri Delorme ;
- 13e, 9 août - 11 novembre 1848 : Étienne Tavernier ;
- 14e, 10 janvier 1849 - 3 septembre 1849 : Ferdinand Eugène Stanislas Desayettes de Clerval ;
- 15e, 3 septembre 1849 - 31 octobre 1854 : Louis Gros ;
- 16e, 1er novembre 1854 - 28 juin 1856 : Adolphe Pellat ;
- 17e, 28 juin 1856 - 1er mai 1858 : Félix Le Sergeant de Monnecove ;
- 18e, 11 mai 1858 - 17 avril 1861 : Jean-Jacques Esnard ;
- 19e, 19 avril 1861 - 25 octobre 1865 : Georges Loverdo ;
- 20e, 27 octobre 1865 - 20 octobre 1870 : Léon Barbier ;
- 21e, 20 octobre 1870 - 2 avril 1871 : Anatole Édouard Robert ;
- 22e, 16 mai 1871 - 15 octobre 1873 : Henri Saint-René de Taillandier ;
- 23e, 27 octobre 1873 - 24 mai 1877 : Georges de Salvaing de Boissieu ;
- 24e, 24 mai 1877 - 22 décembre 1877 : Henri Guilhe de la Combe de Villers (démissionnaire) ;
- 25e, 30 décembre 1877/4 janvier 1878 - 3 septembre 1879 : Jacques Marcel Bonnefoy-Sibour ;
- 26e, 3/25 septembre 1879 - 12 janvier 1880 : Dominique Beverini-Vico ;
- 27e, 12/17 janvier 1880 - 21 octobre 1883 : Achille Tournier ;
- 28e, 29 novembre 1883 - 4 août 1902 : Ernest Patrice Benoiste ;
- 29e, 4/16 août 1902 - 23 mai 1911 : Alexis Auguste Fruit ;
- 30e, 26 mai 1911- 30 juillet 1912 : Auguste Salze ;
- 31e, 30 juillet 1912 - 4 janvier 1916 : Henri Gabriel Guist'hau ;
- 32e, 4 janvier 1916 - 20 juillet 1918 : Louis Alfred Ernest Aubert nommé pour la durée de la guerre ;
- 33e, 20 juillet/ 1er août 1918, puis à titre définitif, 22 mars/5 mai 1919 - 22 octobre 1920 : Émile Idoux (par intérim pour la durée de la guerre) ;
- 34e, 22 octobre 1920 - 22 février 1922 : René Pierre Detot ;
- 35e, 22 février 1922 - 26 avril 1922 : Léopold Chéneaux de Leyritz ;
- 36e, 1/16 juin 1922 - 2 février 1929 : Fernand Musso ;
- 37e, 7 mars 1929 - 24 février 1940 : Camille Paul Seguela ;
- 38e, 10 août/1er septembre 1941- 3 mai 1943 : Pierre Déjean ;
- 39e, 17 mai 1943 - 1er novembre 1946 : Albert Fouet ;
- 40e, 1er novembre 1946 - 1er novembre 1956 : Pierre Travart ;
- 41e, 16 février 1957 - 1er janvier 1959 : Jean-Marcel Petit ;
- 42e, 1er janvier 1958 - 21 février 1962 : Michel Taupignon ;
- 43e, 30 janvier/21 février 1962 - 21 janvier 1965 : Jacques Guérin ;
- 44e, 11 octobre 1965 - 26 novembre 1968 : René Rozier ;
- 45e, 26 novembre 1968 - 12 septembre 1974 : Louis Chaudie ;
- 46e, 12 septembre 1974 - 1er août 1977 : Paul Solelis ;
- 47e, 1er août 1977 - 1er juillet 1984 : Bernard Raffour ;
- 48e, 1er juillet 1984 - 16 septembre 1985 : Dominique Lecadet, commissaire adjoint de la République ;
- 49e, 16 juin 1986 - 12 septembre 1988 : Michelle Jolly, commissaire adjoint de la République ;
- 50e, 12 septembre 1988 - 17 septembre 1990 : Gérard Dubois ;
- 51e, 17 septembre 1990 - 15 juillet 1993 : Jean-Pierre Simon ;
- 52e, 1er septembre 1993 - 1er septembre 1995 : Jean-François Cousin ;
- 53e, 9 octobre 1995 - 1er octobre 1996 : Patrick Jacq ;
- 54e, 9 juillet 1997 - 1er novembre 1999 : Patrick Bridey ;
- 55e, 1999-2002 : Georges-François Leclerc ;
- 56e, 2002-2006 : Alain Leroux ;
- 57e, 2006-2008 : Stéphane Calviac, ancien élève de l'ENA promotion « Léopold Sédar Senghor » ;
- 58e, 2008-2011 : Laurent Olivier ;
- 59e, 2016-2018 : François Paybien ;
- 60e, 2018-2021 : Marie Mauffret-Vallade ;
- 61e, 2021-… : Anny Pietri.